# Alfonso Sastre
Alfonso Sastre Salvador (Madrid, 20 febbraio 1926 – Hondarribia, 17 settembre 2021) è stato un drammaturgo, scrittore, saggista e soggettista cinematografico spagnolo.
Alfonso Sastre è considerato uno dei principali esponenti di quella che fu chiamata generazione degli anni cinquanta o del mezzo secolo (medio siglo) o dei figli della guerra (los niños de la guerra).
La sua storia personale è caratterizzata dall'impegno politico e sociale e la denuncia del regime franchista sino alla fine della dittatura.
Dall'inizio degli anni settanta ha partecipato in maniera significativa in appoggio alla sinistra nazionalista basca.

## Biografia
Alfonso Sastre è nato il 20 febbraio 1926 a Madrid, in una famiglia benestante. Cresciuto con tre fratelli (Aurora, Ana e José), ha ricevuto una formazione cattolica, patendo i bombardamenti e la fame della Guerra Civile Spagnola. Ottenuto il diploma nell'Istituto Cardenal Cisneros di Madrid, nel 1943 iniziava gli studi di Ingegneria aeronautica, subito abbandonati.
Nel corso degli anni quaranta inizia a scrivere opere esistenzialiste, da solo o in collaborazione con il gruppo Arte Nuevo, di cui partecipa alla fondazione nel 1945, con l'intenzione di metter fine al teatro borghese auspicato da Jacinto Benavente.
Di questo gruppo facevano parte anche autori come Medardo Fraile, con il quale ha scritto la pièce Ha sonado la muerte, che debutta nel teatro Beatriz nel 1946; Carlos J. Costas, José Franco, José Gordón, José María Palacio e Alfonso Paso. Poi Sastre compone i drammi Uranio 235, Cargamento de sueños (la prima si tiene il 9 gennaio 1948 nel teatro dell'Istituto Ramiro de Maeztu di Madrid, per la compagnia Arte Nuevo, con la regia di Sastre: narra la storia di un mendicante al quale la disgrazia toglie la fede), El cubo de la basura. Nel 1947 inizia gli studi di filosofia e lettere e all'università fonda con Juan Guerrero Zamora la rivista Raíz, dove pubblica la sua traduzione di Das Urteil (Il verdetto), di Franz Kafka.
Scrive, in collaborazione con Medardo Fraile, Comedia sonámbula. Partecipa come attore a L'annuncio a Maria di Paul Claudel con la compagnia del Teatro Universitario di Ensayo. Comincia a collaborare con la rivista La Hora e compie il primo periodo di servizio militare ne La Granja de San Ildefonso, un paesino della provincia di Segovia, dove c'era un centro di istruzione militare. Nel 1949 inizia a scrivere Prólogo patético, che termina nel 1950: l'opera viene proibita e l'autore reagisce con il suo impegno nel marxismo e nel teatro sociale.
Nel 1950 firma con José Maria de Quinto il Manifiesto del Teatro de Agitación Social (TAS) e inizia una serie di polemiche nei giornali, libri e colloqui sostenendo la necessità di modificare la società per mezzo del teatro. La censura reagisce vietando al suo gruppo di rappresentare qualsiasi opera.
Nel 1953 conclude gli studi di Lettere e filosofia. Il 18 marzo 1953, interpretato dal Teatro Popular Universitario (T.P.U.), va in scena il suo primo grande successo, Escuadra hacia la muerte, dramma in due atti, proibito alla terza rappresentazione, dove un gruppo di soldati si ribella al proprio capo uccidendolo. Il 17 settembre 1954 debutta La mordaza, che tratta il tema della dittatura, della repressione e della censura. Lo stesso anno scrive il dramma Tierra roja, censurato, che tratta in maniera molto cruda il tema dello sfruttamento. Seguono opere come La sangre de Dios, Ana Kleiber (1955), presentata ad Atene nel 1960), Guillermo Tell tiene los ojos tristes (1955), dramma storico presentato a Cagliari nel 1972, in quanto proibito per l'allusione alle repressioni del regime franchista, e Muerte en el barrio. Nel 1959 En la red e La cornada, sul mondo della corrida. In quel periodo collabora alla stesura delle sceneggiature cinematografiche per i registi José Maria Forqué e Juan Antonio Bardem.
Nel 1960 redige il Manifesto del Gruppo del Teatro Realista, anche con José Maria de Quinto, per un teatro di qualità. Questa esperienza si riflette nel suo saggio Anatomia del realismo (1965). Si avvicina al teatro infantile con il El circulito de tiza (1962), basato su un apologo cinese.
Il periodo definito Teatro penúltimo (1965-1972) rappresenta una nuova evoluzione ed è costituito da sette opere: M.S.V. (o La sangre y la ceniza) (1965), El banquete (1965), La taberna fantástica (1966), Crónicas romanas (1968), Ejercicios de terror (1970), El camarada oscuro (1972) e Ahola no es de léil (1974).
Con queste opere presenta la tragedia completa, collage della poetica aristotelica, del teatro epico di Bertolt Brecht e dell'esperpento di Ramón María del Valle-Inclán. La sangre y la ceniza, o M.S.V. (iniziali di Miguel Servet Villanueva) viene scritta tra il 1962 e il 1965 e pubblicata in italiano e francese prima che in spagnolo (1976), tratta il processo inquisitorio del medico, umanista e teologo Miguel Servet, mandato al rogo da Calvino. L'influsso del teatro brechtiano mescola elementi diversi: solida documentazione storica, inni nazisti, giornalisti contemporanei, immagini proiettate, effetti sonori, inclusioni del pubblico nel dramma e un linguaggio di contrasti tra cultismo, arcaismo e gergo, al fine di sconcertare e rendere cosciente il pubblico borghese affinché si turbi e abbandoni il suo estraniamento. Nel 1966 Sastre finisce in prigione. Nel 1968 con La taberna fantástica, però rappresentata il 23 settembre 1985), tratta il tema dell'emarginazione; Crónicas romanas (1968) è una versione di El cerco de Numancia, con allusione all'opera di Cervantes su questo tema: ricorre un'altra volta al collage con immagini naziste e riferimenti a Che Guevara. Lo storico Polibio, che non figurava nelle versioni classiche sulle guerre celtibere, denuncia la violenza con la quale le civilizzazioni si impongono calpestando i diritti dell'uomo mentre quelli che protestano soccombono, come al giorno d'oggi, sotto le cariche della polizia.
Nel 1971 scrive Askatasuna! (libertà, nella lingua basca). Nel 1974 viene arrestato con la moglie, Eva Forest, con l'accusa di collaborazione con l'ETA. Durante la prigionia, avvenuta tra l'ottobre 1974 e il giugno 1975, scrive Balada de la cárcel de Carabanchel.  Nel 1978 scrive la Tragedia fantástica de la gitana Celestina, pubblicata in Italia nel 1979 e in Spagna nel 1982, rielaborazione de La Celestina di Fernando de Rojas. Con El viaje infinito de Sancho Panza (1984) inverte i ruoli di Sancho Panza e Don Chisciotte. Nel 1985 scrive Los últimos días de Emmanuel Kant contados por Ernesto Teodoro Amadeo Hoffmann, gli ultimi giorni di vita del filosofo Kant narrati dal conterraneo Hoffmann. Nel 1993 riceve il "Premio Nazionale di Letteratura Drammatica" per Jenofa Juncal, scritta nel 1983 e derivata da La serrana de la Vera di Luis Vélez de Guevara.
Alfonso Sastre ha scritto anche di critica letteraria e di politica e collabora regolarmente a diversi giornali. Ha anche scritto una breve autobiografia, Sonata en mi menor, nella quale pubblica lettere e interviste. Convinto oppositore del regime franchista, ha polemizzato con Antonio Buero Vallejo, accusandolo di possibilismo, cioè, approfittare degli spazi consentiti dalla censura e provare a cambiare il franchismo dal di dentro; Sastre, più radicale, considerava questo atteggiamento una rinuncia e ha scelto di rappresentare le sue opere al di fuori dei circoli ufficiali a causa della pressione della censura e delle difficoltà frapposte dagli impresari teatrali. Il teatro di Sastre, tuttavia, non si occupa solo del contenuto ma anche di questioni formali e strutturali ed è quindi sensibile a qualsiasi rinnovamento che provochi la consapevolezza e la frattura del teatro borghese.

## Opere

### Teatro
- Uranio 235, 1946.
- Cargamento de sueños, 1949.
- Prólogo patético, 1950.
- El cubo de la basura, 1951.
- Escuadra hacia la muerte, 1953 (Squadra verso la morte[2]).
- El pan de todos, 1953.
- La mordaza, 1954 (Il bavaglio[3]).
- Tierra roja, 1954.
- Ana Kleiber, 1955.
- La sangre de Dios, 1955.
- Muerte en el barrio, 1955.
- Guillermo Tell tiene los ojos tristes, 1955 (Gli occhi tristi di Guglielmo Tell).
- El cuervo, 1956 (Il corvo).
- Asalto nocturno, 1959 (Aggressione nella notte).
- En la red, 1959 (Il sangue e la cenere: dialoghi di Miguel Servet: tragedia in tre parti. Nella rete: dramma in tre atti[4]).
- La cornada, 1959 (L'incornata).
- Oficio de tinieblas, 1962.
- El circulito de tiza o Historia de una muñeca abandonada, 1962 (La bambola abbandonata[5] oppure La storia della bambola abbandonata[6]).
- M.S.V. o La sangre y la ceniza, 1965 (Il sangue e la cenere: dialoghi di Miguel Servet: tragedia in tre parti. Nella rete: dramma in tre atti[4]).
- El banquete, 1965.
- La taberna fantástica, 1966 (La taverna fantastica[7]).
- Crónicas romanas, 1968.
- Melodrama, 1969.
- Ejercicios de terror, 1970.
- Askatasuna!, 1971.
- Las cintas magnéticas, 1971.
- El camarada oscuro, 1972.
- Ahola no es de leíl, 1974.
- Tragedia fantástica de la gitana Celestina, 1978 (La Celestina[8]).
- Análisis de un comando, 1978.
- El hijo único de Guillermo Tell, 1980 (Gli occhi tristi di Guglielmo Tell[9]).
- Aventura en Euskadi, 1982.
- Los hombres y sus sombras, 1983.
- Jenofa Juncal, 1983.
- El viaje infinito de Sancho Panza, 1984 (Il viaggio infinito di Sancio Panza[10]).
- El cuento de la reforma, 1984.
- Los últimos días de Emmanuel Kant, 1985.
- La columna infame, 1986.
- Revelaciones inesperadas sobre Moisés, 1988.
- Demasiado tarde para Filoctetes, 1989.
- Drama titulado A, 1990.
- ¿Dónde estás, Ulalume, dónde estás?, 1990.
- Teoría de las catástrofes, 1993.
- Lluvia de ángeles sobre París, 1994.
- Los crímenes extraños, 1996.
- Alfonso Sastre se suicida, 1997.
- Drama titulado No, 2001.
- El nuevo cerco de Numancia, 2002.
- El extraño caso de los caballos blancos de Rosmersholm, 2006.
- Los misterios de Henrik Ibsen, 2007, inedito.
- Terrible crimen en una tragedia de Shakespeare, 2008, inedito.
- El asesino inesperado, 2008, inedito.
- Las últimas aventuras de Isidro Rodes y Pepita Luján, 2008, inedito.
- Las noches del fin del mundo, 2009, inedito.
- Lope de Aguirre que estás en los infiernos, 2010.
- En el cuarto oscuro: ocho historias para un cine de terror, 2012.

### Raccolte
- Teatro, prologo di Domingo Perez-Minik, Madrid, Aguilar, 1968.

### Saggi
- Drama y sociedad, Madrid, Taurus, 1956.
- Anatomía del realismo, Barcelona, Seix Barral, 1965.
- La revolución y la crítica de la cultura, Barcelona, Grijalbo, 1970 (La rivoluzione e la critica della cultura[11]).
- Crítica de la imaginación, Barcelona, Grijalbo, 1978.
- Lumpen, marginación y jerigonça, Madrid, Legasa, 1980.
- Escrito en Euskadi, Madrid, Revolución, 1982.
- Prolegómenos a un teatro del porvenir, Bilbao, Hiru, 1992.
- ¿Dónde estoy yo? Fuenterrabía, Hiru, 1994.
- El drama y sus lenguajes I, Fuenterrabía, Hiru, 2000.
- Las dialécticas de lo imaginario, 2000.
- El drama y sus lenguajes II, Fuenterrabía, Hiru, 2001.
- Los Intelectuales y la Utopía, Madrid, Debate, 2002.
- Ensayo sobre lo cómico, Fuenterrabía, Hiru, 2002.
- Limbus o los títulos de la Nada, Fuenterrabía, Hiru, 2002.
- La batalla de los intelectuales, Cuba, 2003.
- Manifiesto contra el pensamiento débil, Fuenterrabía, Hiru, 2003.
- Cuatro dramas en la brecha. La Habana, Ed. Alarcos, 2003.
- El retorno de los intelectuales (coautore), Fuenterrabía, Ed. Hiru, 2004 (La deriva degli intellettuali. A proposito di intellettuali e utopia[12]).

### Narrativa
- Las noches lúgubres, Madrid, Alfaguara, 1963.
- El Paralelo 38, Madrid, Horizonte, 1964.
- Flores rojas para Miguel Servet, Madrid, Ribadeneyra, 1967.
- El lugar del crimen, Barcelona, Argos Vergara, 1982.
- Necrópolis, Madrid, Grupo Libro 88, 1994.
- Historias de California, Fuenterrabía, Hiru, 1996.

### Poesie
- Balada de la cárcel de Carabanchel y otros poemas celulares, París, Ruedo Ibérico, 1976.
- El Evangelio de Drácula, Camp de l'Arpa, 1976.
- El español al alcance de todos, Madrid, Sensemayá Chororó, 1978.
- T.B.O., Madrid, Zero-Zyx, 1978.
- Vida del hombre invisible contada por él mismo, Madrid, Endimyón, 1994.
- Residuos urbanos (scritto nel 1942, inedito).
- Antologado en Poesía y realidad. Moguer, Fundación Juan Ramón Jiménez, 2003.
- Obra lírica y doméstica. Poemas completos. Fuenterrabía, Ed. Hiru, 2004.

## Prosa Rai

### Radio
- L'incornata, regia di Marco Lami, trasmessa il 24 gennaio 1963[13].
- Aggressione nella notte, regia di Marco Lami, trasmessa il 12 febbraio 1965[14].
- Il bavaglio, regia di Gastone da Venezia, trasmessa il 28 febbraio 1967[15].
- Il corvo, regia di Carlo Di Stefano, trasmessa il 1 maggio 1968.
- Gli occhi tristi di Guglielmo Tell, regia di Leonardo Cortese, trasmessa il 3 maro 1971.

### Televisione
- L'incornata, regia di Leonardo Cortese, trasmessa l'8 gennaio 1965[16].
- Il corvo, regia di Leonardo Cortese, trasmessa il 4 agosto 1970[17].
- Aggressione nella notte, regia di Pino Passalacqua, trasmessa il 19 dicembre 1975[18].

## Filmografia

### Sceneggiatore
- Il bandito della Sierra Morena, regia di José María Forqué (1957)
- L'uomo dai calzoni corti, regia di Glauco Pellegrini (1958)
- La noche y el alba, regia di José María Forqué (1958)
- Duello implacabile, regia di Tulio Demicheli (1959) - soggetto
- Un hecho violento, regia di José María Forqué (1960)
- A las cinco de la tarde, regia di Juan Antonio Bardem (1961)
- Nunca pasa nada, regia di Juan Antonio Bardem  (1963)

## Premi
Premi spagnoli
- 1978 - Premio Reseña, per La sangre y la ceniza
- 1986 - Premio Nacional de Teatro (Instituto Nacional de las Artes Escénicas y de la Música (INAEM)), per La taberna fantástica
- 1986 - Premio El Espectador y la Crítica, per La taberna fantástica
- 1990 - Premio Ciudad de Segovia, per Los últimos días de Emmanuel Kant contados por Ernesto Teodoro Amadeo Hoffman
- 1991 - Premio Euskadi de Literatura en castellano (Gobierno Vasco), per Demasiado tarde para Filoctetes
- 1993 - Premio Txema Zubia
- 1993 - Premio Nacional de Literatura en la modalidad de Literatura Dramática, por Jenofa Juncal[19]
- 2002 - Premio Leandro Fernández de Moratín para Estudios Teatrales (Asociación de Directores de Escena (ADE)), per Ensayo general sobre lo cómico
- 2003 - Premio Max de las Artes Escénicas. Premio de Honor (Fundación SGAE)
- 2005 - Premio "Quijote" de las Letras Españolas a la Mejor Obra Teatral (Asociación Colegial de Escritores de España (ACE)), per Los amores sicilianos
- 2006 - Premio Victoria Eugenia de la Feria de Teatro de San Sebastián

Premi internazionali
- 1976 - Premio Internazionale Viareggio - Versilia per il Teatro (Italia).[20]
- 1996 - Premio Feronia-Città di Fiano (Italia)